# Воинские звания в армии Украинской державы
Воинские звания Украинской державы — звания, введённые в армии Украинской державы после прихода к власти гетмана Скоропадского.

## История
После государственного переворота 29 апреля 1918 года началось создание новых структур Україньскої держави (рус. Украинского государства), но в основе их лежали начатые преобразования прежним украинским государством.
24 июля был опубликован Закон о всеобщей воинской обязанности. По Плану организации армии, подготовленному генеральным штабом, в армии мирного времени должно было быть 175 генералов, 14 900 старшин (офицеров) и 249 100 других чинов. В армии должно было быть 8-мь армейских корпусов, 8-мь корпусных конных полков, Сердюцкая дивизия, 4-ре конные дивизии, 1-на отдельная конная бригада, отдельная Таврическая пешая бригада, 2-а понтонных куреня. К осени должны были открыться Военная академия, 4-ре войсковые бурсы (бывшие русские кадетские корпуса), 2-е военные школы старшин для пехоты, одна для конницы, одна для артиллерии и одна технической службы.
| Звание                | Знаки Различия в период июнь-декабрь 1918 года | Знаки Различия в период июнь-декабрь 1918 года | Примерное соответствие              | Примерное соответствие                   |
| Звание                | Повседневный                                   | Походный                                       | званиям Русской Императорской Армии | воинским категориям РККА                 |
| --------------------- | ---------------------------------------------- | ---------------------------------------------- | ----------------------------------- | ---------------------------------------- |
| Генеральный бунчужный |                                                |                                                | Генерал рода войск                  | Командующий армией (командарм)           |
| Генеральный значковый |                                                |                                                | Генерал-лейтенант                   | Командир корпуса (комкор)                |
| Генеральный хорунжий  |                                                |                                                | Генерал-майор                       | Начальник дивизии (начдив)               |
| Генеральный хорунжий  | Командир бригады (комбриг)                     |                                                | Генерал-майор                       |                                          |
| Полковник             |                                                |                                                | Полковник                           | Командир полка (помполка)                |
| Войсковой старшина    |                                                |                                                | Подполковник                        | Командир батальона (комбат)              |
| Войсковой старшина    | Помощник командира батальона (помкомбат)       |                                                | Подполковник                        |                                          |
| Сотник                |                                                |                                                | Капитан                             | Командир роты (комроты)                  |
| Сотник                | Штабс-капитан                                  |                                                |                                     | Командир роты (комроты)                  |
| Значковый             |                                                |                                                | Поручик                             | Помощник командира роты (помкомроты)     |
| Хорунжий              |                                                |                                                | Подпоручик                          | Командир взвода (комвзвода)              |
| Бунчужный             |                                                |                                                | Фельдфебель                         | Старшина роты (старшина)                 |
| Четовый               |                                                |                                                | Старший унтер-офицер                | Помощник командира взвода (помкомвзвода) |
| Роёвый                |                                                |                                                | Младший унтер-офицер                | Командир отделения (комот)               |
| Козак                 |                                                |                                                | Ефрейтор                            | Красноармеец                             |
| Козак                 | Рядовой                                        |                                                |                                     | Красноармеец                             |

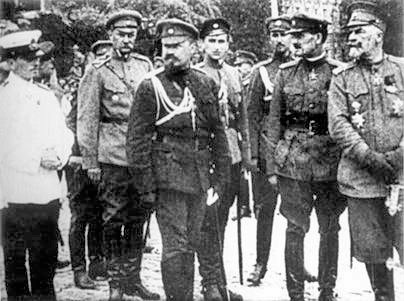
Служащие Военного министерства Украинской Державы: крайний справа — Военный министр генерал Александр Францевич Рагоза, крайний слева, в белой форме, — капитан 1-го ранга Николай Лаврентьевич Максимов.

Воинское звание полковника присвоено:
- Чулкову Сергею Николаевичу, помощнику командиру 2-й тяжёлой артбригады 2-го Подольского корпуса.[1].

Воинское звание генерального хорунжего присвоено:
- 24 сентября командиру 1-го Волынского корпуса С. И. Дядюше. Ранее генерал-поручик в должности командира 1-го Волынского корпуса армии Украинской Народной Республики, ещё ранее генерал-майор в Русской армии.[2]

Воинское звание генерального значкового присвоено:
- 8 июля исполняющему обязанности командира 3-го Херсонского корпуса (до 8.07.1918 Одесского) А. И. Березовскому.[3],[4].

Воинское звание генерального бунчужного присвоено:
- 30 апреля А. Ф. Рагозе одновременно с получением должности военного министра (30 апреля по 13 декабря 1918 года).[5],[6]

К осени были сформированы лишь старшинские и подстаршинские (офицерские и унтер-офицерские) кадры в 8-ми корпусах, 16-ти пехотных дивизиях этих корпусов и конных дивизиях. Командные кадры украинских соединений состояли из русских офицеров, служивших в Русской императорской армии и Русской армии революционной России. Все соединения были малочисленными, так как массового призыва личного состава не проводилось.
К осени были реорганизованы Отдельная Запорожская дивизия, «Серая» дивизия, Отдельный отряд Сечевых стрельцов и вновь сформирована Сердюцкая дивизия (около 5 000 человек).
В ноябре численность армии была около 60 000 человек.
14 ноября гетман П. П. Скоропадский объявил Акт федерации, которым он обязывался объединить Украину с будущим (небольшевистским) российским государством.
16 ноября началось восстание, возглавленное Директорией УНР против власти гетмана П. П. Скоропадского повстанческого движения и поддержанное восставшими войсками Украинской державы под командованием С. В. Петлюры.
В армии произошёл раскол и началась Украинская гражданская война.
После непродолжительной «Украинской гражданской войны», 14 декабря гетман П. П. Скоропадский отдал приказ о демобилизации защитников г. Киева и отрёкся от власти.